# Herman Sätherberg
 (mars 2017).
Si vous disposez d'ouvrages ou d'articles de référence ou si vous connaissez des sites web de qualité traitant du thème abordé ici, merci de compléter l'article en donnant les références utiles à sa vérifiabilité et en les liant à la section « Notes et références ».
Karl ou Carl Herman Sätherberg (19 mai 1812 – Stockholm, 9 janvier 1897) est un poète et médecin suédois.
Il étudie la médecine à l'Université d'Uppsala et l'Université de Lund (docteur en 1843). De 1844 à 1845, il travaille comme chirurgien dans une corvette en mer Méditerranée.